# シパクナー
シパクナー（Zipakna,Zipacna　シパクナ）は、マヤ神話に伝わる巨人。ヴクブ・カキシュの長男。とても怪力で、遊ぶためだけにたった一晩で山脈を作り上げることが出来たという。
ある時、400人の戦士が家を建てていた所に、軽々と木材を運んで己の力を誇示した。戦士達は、シパクナーが邪悪な者である事を知っていたので、隙を見て殺そうとした。しかし、シパクナーは彼らの考えを見破り、死んだ振りをした。油断した戦士達は宴会を開いた。彼らが酔いつぶれた所に、シパクナーは家を投げつけて殺してしまった。
シパクナーは蟹が大好物であった。そのため、ヴクブ・カキシュを倒した双子の英雄フンアフプーとイシュバランケーに脆い谷底に誘い込まれ、そこで山崩れを起こされて殺されたという。